# Рујиште (Ражањ)
Рујиште је насеље у Србији у општини Ражањ у Нишавском округу. Према попису из 2022. било је 225 становника (према попису из 1991. било је 529 становника).
Овде је заступљено Ражањско црепуљарство.

## Демографија
У насељу Рујиште живи 361 пунолетни становник, а просечна старост становништва износи 50,5 година (48,9 код мушкараца и 52,0 код жена). У насељу има 136 домаћинстава, а просечан број чланова по домаћинству је 3,04.
Ово насеље је великим делом насељено Србима (према попису из 2002. године), а у последња три пописа, примећен је пад у броју становника.
|  |

| Демографија | Демографија | Демографија |
| Година      | Становника  | Становника  |
| ----------- | ----------- | ----------- |
| 1948.       | 872         |             |
| 1953.       | 881         |             |
| 1961.       | 828         |             |
| 1971.       | 731         |             |
| 1981.       | 651         |             |
| 1991.       | 529         | 494         |
| 2002.       | 413         | 444         |

| Етнички састав према попису из 2002.‍ | Етнички састав према попису из 2002.‍ | Етнички састав према попису из 2002.‍ | Етнички састав према попису из 2002.‍ | Етнички састав према попису из 2002.‍ |
| ------------------------------------ | ------------------------------------ | ------------------------------------ | ------------------------------------ | ------------------------------------ |
|                                      |                                      |                                      |                                      |                                      |
| Срби                                 | Срби                                 |                                      | 412                                  | 99,75%                               |
| непознато                            | непознато                            |                                      | 0                                    | 0,0%                                 |

| Година пописа     | 1948. | 1953. | 1961. | 1971. | 1981. | 1991. | 2002. |
| ----------------- | ----- | ----- | ----- | ----- | ----- | ----- | ----- |
| Број домаћинстава | 178   | 181   | 185   | 174   | 164   | 149   | 136   |

| Број чланова      | 1  | 2  | 3  | 4  | 5  | 6  | 7 | 8 | 9 | 10 и више | Просек |
| ----------------- | -- | -- | -- | -- | -- | -- | - | - | - | --------- | ------ |
| Број домаћинстава | 28 | 43 | 20 | 13 | 15 | 11 | 5 | 0 | 0 | 1         | 3,04   |

| Пол    | Укупно | Неожењен/Неудата | Ожењен/Удата | Удовац/Удовица | Разведен/Разведена | Непознато |
| ------ | ------ | ---------------- | ------------ | -------------- | ------------------ | --------- |
| Мушки  | 181    | 35               | 120          | 20             | 6                  | 0         |
| Женски | 191    | 19               | 120          | 44             | 7                  | 1         |
| УКУПНО | 372    | 54               | 240          | 64             | 13                 | 1         |

| Пол    | Укупно                    | Пољопривреда, лов и шумарство | Рибарство                            | Вађење руде и камена | Прерађивачка индустрија       |
| ------ | ------------------------- | ----------------------------- | ------------------------------------ | -------------------- | ----------------------------- |
| Мушки  | 93                        | 56                            | 0                                    | 0                    | 13                            |
| Женски | 59                        | 39                            | 0                                    | 0                    | 3                             |
| УКУПНО | 152                       | 95                            | 0                                    | 0                    | 16                            |
| Пол    | Производња и снабдевање   | Грађевинарство                | Трговина                             | Хотели и ресторани   | Саобраћај, складиштење и везе |
| Мушки  | 0                         | 4                             | 4                                    | 1                    | 4                             |
| Женски | 0                         | 0                             | 4                                    | 2                    | 0                             |
| УКУПНО | 0                         | 4                             | 8                                    | 3                    | 4                             |
| Пол    | Финансијско посредовање   | Некретнине                    | Државна управа и одбрана             | Образовање           | Здравствени и социјални рад   |
| Мушки  | 0                         | 0                             | 5                                    | 2                    | 1                             |
| Женски | 1                         | 0                             | 3                                    | 1                    | 1                             |
| УКУПНО | 1                         | 0                             | 8                                    | 3                    | 2                             |
| Пол    | Остале услужне активности | Приватна домаћинства          | Екстериторијалне организације и тела | Непознато            | Непознато                     |
| Мушки  | 2                         | 0                             | 0                                    | 1                    | 1                             |
| Женски | 0                         | 0                             | 0                                    | 5                    | 5                             |
| УКУПНО | 2                         | 0                             | 0                                    | 6                    | 6                             |